# Kabinett Joel
Das Kabinett Joel bildete vom 6. Mai 1933 bis April 1945 die Landesregierung des Freistaates Oldenburg.
| Amt | Name                                | Partei |
| --- | ----------------------------------- | ------ |
| Ministerpräsident Auswärtiges, Inneres, Handel und Verkehr                                                         | Georg Joel                          | NSDAP  |
| Finanzen bis 15. Mai 1933 Justiz, Finanzen, Kirchen und Schulen bis 4. Dezember 1934 Finanzen, Kirchen und Schulen | Julius Pauly                        | NSDAP  |
| Justiz, Kirchen und Schulen                                                                                        | Heinz Spangemacher bis 15. Mai 1933 | NSDAP  |